# Kvarteret Apotekaren

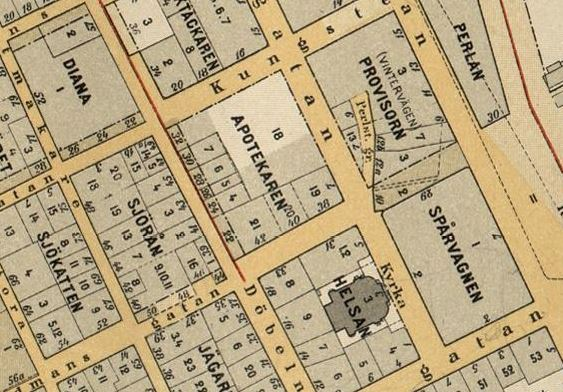
Kvarteret Apotekaren 1899.

Kvarteret Apotekaren är ett kvarter i Vasastan i Stockholm. Apotekaren omges av Kungstensgatan i norr, Tulegatan i öster, Rådmansgatan i söder och Döbelnsgatan i väster. Kvarteret består idag av en fastighet, Apotekaren 22.

## Historik
Kvarteret är redovisat som XLVI – Apotecaren på Petrus Tillaeus karta från 1733. Här fanns två väderkvarnar Waros och Jan Erss, men inget apotek. Möjligtvis var en apotekare bosatt i området, men det har ej med säkerhet kunnat bekräftas. Enligt Tillaeus låg fem apotek vid den tiden i Gamla stan, två på Södermalm och tre på Norrmalm men inget så långt utanför staden (se Stockholms historiska apotek). 
Det betydligt yngre grannkvarteret i öster heter Provisorn. En provisor var en examinerad apotekare som tjänstgjorde på en annans apotek. Här finns sambandet mellan båda kvarteren. Största byggnad i kvarteret Apotekaren är Tulestationen som uppfördes åren 1902–1906 efter ritningar av Ferdinand Boberg.

## Bilder

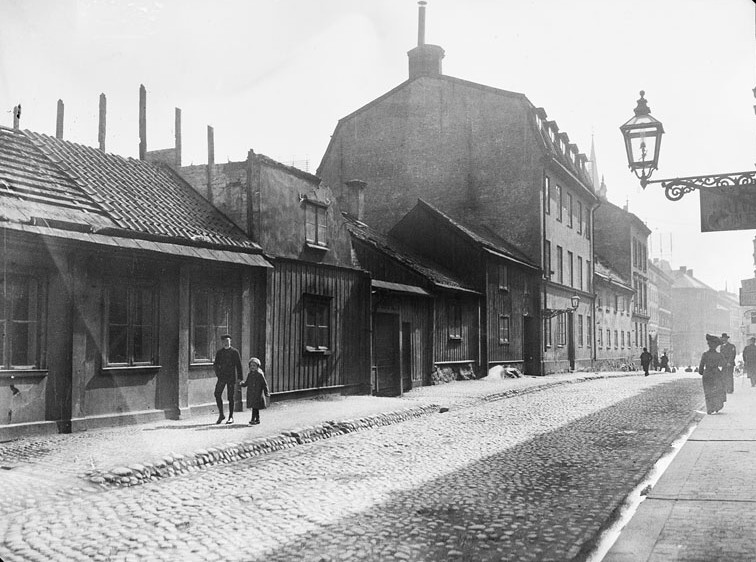
Kvarteret Apotekaren omkring 1900
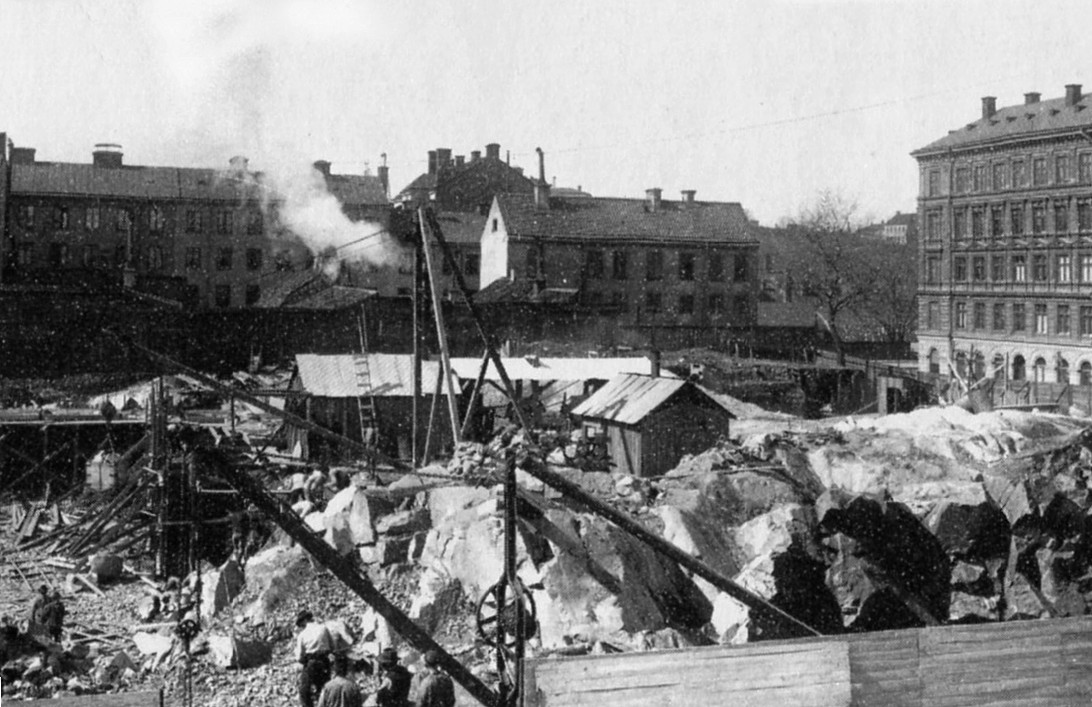
Rivningar i kvarteret Apotekaren 1901
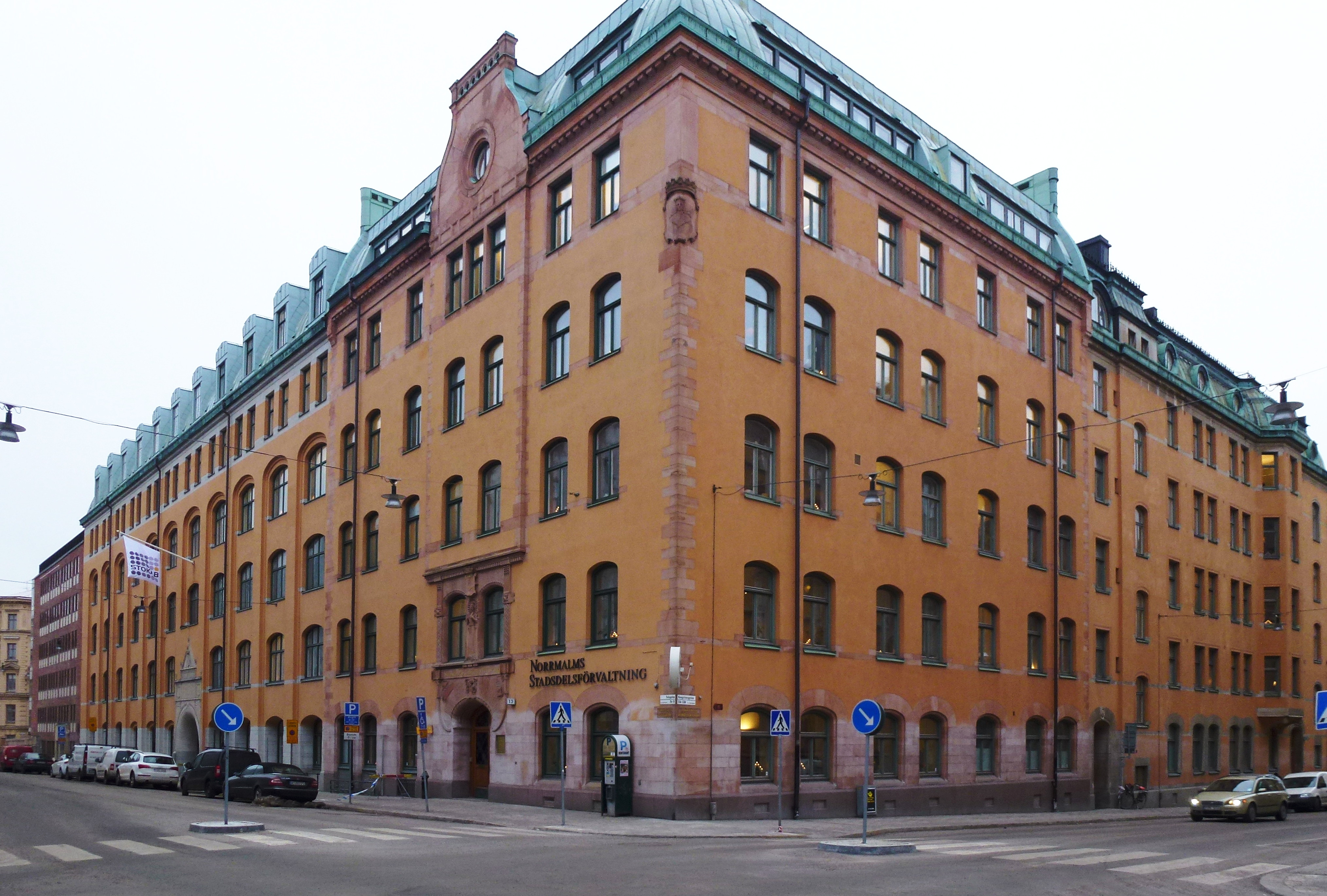
Tulegatan / Kungstensgatan
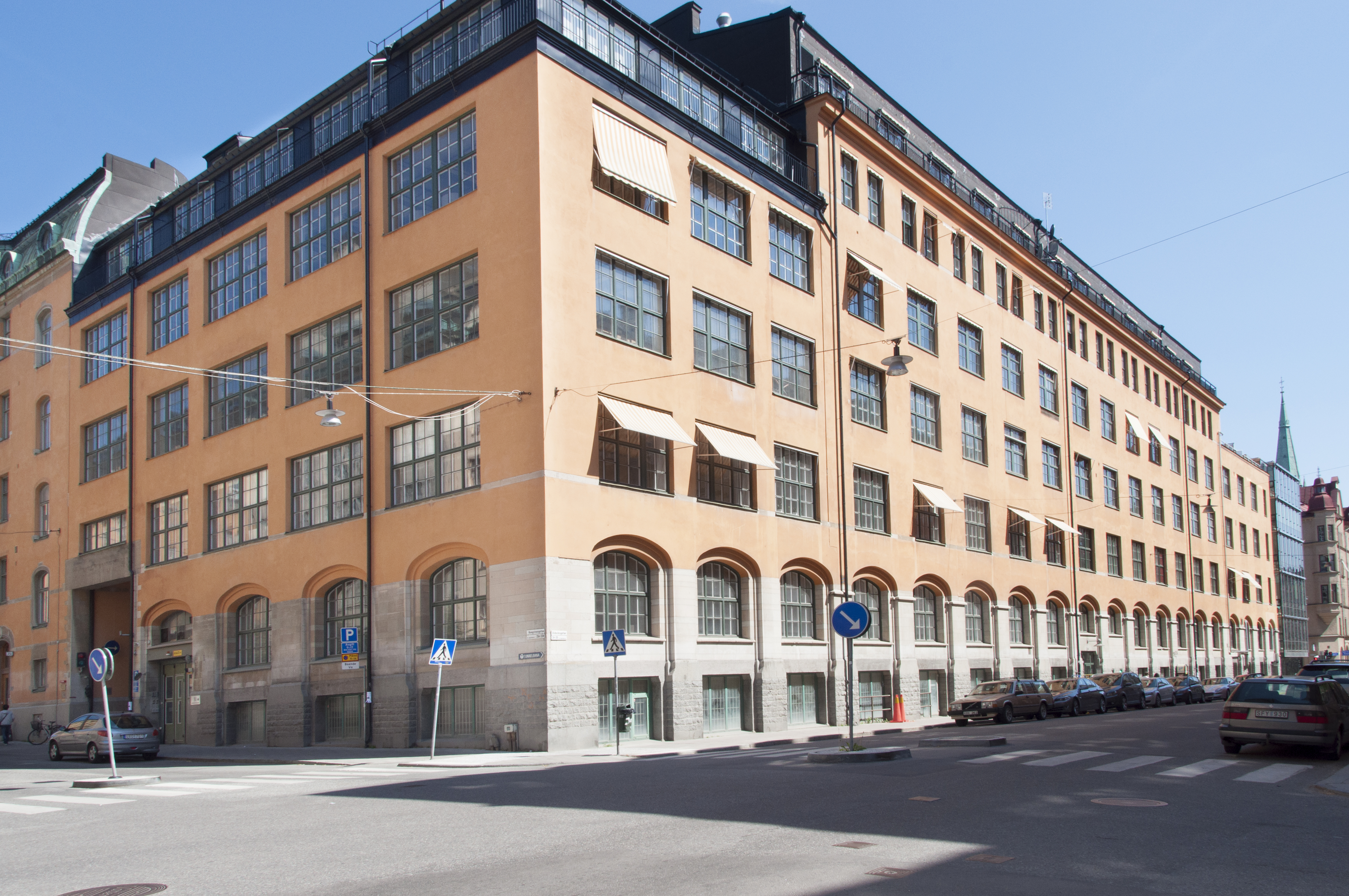
Kungstensgatan / Döbelnsgatan